# Josep de Togores i Sanglada
Josep de Togores i Sanglada   (Palma, 12 de juliol de 1767 - Palma, 1 d'octubre de 1831), fill d'Antoni de Togores i Nét (1740-1805) i Joana Sanglada i Rossinyol (1739-1775), novè comte d'Aiamans i baró de Lloseta, fou un escriptor, polític i militar mallorquí, adscrit al Despotisme Il·lustrat i al liberalisme moderat.

## Biografia
S'instruí al Col·legi de Nobles de Sant Pau de València, i el 1780 començà la seva carrera militar (el 1810 obtingué el grau de brigadier). A la mort el 1794 o 1795, sense descendència masculina, del 8è comte d'Aiamans, el seu oncle valencià, Miquel Marià Ballester de Togores i Cotoner, va haver-hi un litigi pels títols. Els plets resultants consumiren bona part dels seus esforços fins que una sentència de 1804 li atorgà els títols i bona part de la hisenda. Esdevingué així un gran terratinent i un personatge força poderós a Mallorca.
Com a militar, intervingué en la Guerra Gran contra França (1793-1795). Durant la Guerra del Francès, el 1812 es traslladà de Mallorca a la Península en companyia de les tropes expedicionàries que batallaren a València i a Múrcia. No arribà a entrar en combat en cap de les dues guerres, però fou president de la Junta Suprema de Govern de les Balears i vocal de la Junta Suprema Central; també formà part de la comissió que s'ocupà de la preparació de la convocatòria de les Corts de Cadis (1812). De l'agost de 1820 fins al març de 1821 fou governador militar interí de Menorca, on establí relacions amb el reconegut il·lustrat Antoni Febrer i Cardona. Al llarg de la seva vida afavorí el desenvolupament econòmic i cultural de Mallorca, mercès la seva intervenció en la Societat Econòmica d'Amics del País (de la que esdevingué director posteriorment) i a l'ajuntament de Palma, on actuava com a regidor perpetu i, durant un breu lapse, ensems com a encarregat del Consolat de Mar i Terra. Tenia grans coneixements de la llengua llatina i grega, i compongué poesies en català, traduí les Noches lúgubres de Cadalso així com altres obres pertanyents a autors clàssics, i compongué, altrament, una ortografia i un diccionari «de la llengua mallorquina».

## Obra
L'obra literària de Togores Sanglada es va moure entre el neoclassicisme i la poesia rococó. La seva poesia sentimental destaca pel seu lirisme intens, contraposat totalment al caràcter neoclàssic, però també té un gruix important de composicions didàctiques i filosòfiques que l'acosten al caràcter il·lustrat. Per altra banda, fou un gran admirador de la poesia popular oral del seu temps, la qual va recollir amb esperit de precursor del folclorisme. La seva condició de poeta i de propietari agrícola el va portar a tenir contactes freqüents amb els glosadors, sovint treballadors de camp, els quals admirava per la seva gran capacitat d'improvisació i d'adaptació. Aquesta admiració per les composicions populars i les gloses improvisades condicionaren la seva obra, i fins i tot va practicar puntualment el gènere de la glosa improvisada.
Dissortadament, gran part de sa producció resta encara avui inèdita.